# Phare de Little Red
Le phare de Little Red (en anglais : Little Red Lighthouse ), officiellement Jeffrey's Hook Light, est un phare actif situé dans le Fort Washington Park (Manhattan) (en), dans l'arrondissement de Manhattan (New York City-État de New York).
Il est inscrit au Registre national des lieux historiques depuis le 29 mai 1979  et aussi par la Commission de conservation des monuments de la ville de New York.

## Histoire
La première tentative de réduction des accidents sur le fleuve Hudson à Jeffrey's Hook était une lumière rouge accrochée au-dessus de la rivière. Une lampe à 10 bougies a été ajoutée à la perche en 1889 pour aider à avertir du trafic nocturne croissant sur le fleuve. Le terrain autour de Jeffrey's Hook a été acquis par la ville en 1896 et deviendra plus tard Fort Washington Park (en).
La structure actuelle a été construite sous le nom de North Hook Beacon, à Sandy Hook, dans le New Jersey, jusqu'en 1917, date à laquelle elle est devenue obsolète. La tour a été transférée à son emplacement actuel en 1921 par l' United States Lighthouse Establishment dans le cadre d’un projet visant à améliorer les aides à la navigation sur l'Hudson. À l’origine, le phare disposait d’une lampe à pile et d’une cloche anti-brouillard. Il était exploité par un gardien de phare à temps partiel.
Lorsque le pont George-Washington fut achevé en 1931, le phare fut considéré obsolète par la mise en place des feux de navigation du pont, et la Garde côtière le déclassa et l'éteignit en 1948 dans l'intention de le mettre aux enchères. Le projet de démantèlement du phare a suscité un tollé général, principalement de la part des enfants fans du livre de 1942, The Little Red Lighthouse et The Great Grey Bridge, de Hildegarde Swift (en). Le 23 juillet 1951, la garde-côte céda le phare au New York City Department of Parks and Recreation.
Le phare a été inscrit au registre national des lieux historiques en tant que "phare de Jeffrey's Hook" en 1979 et a été désigné monument historique de la ville de New York en 1991. En 2002, il a été rallumé par la ville.
L’accès public au phare se fait par la voie verte du fleuve Hudson, accessible au nord du pont George-Washington. Les visites guidées du phare sont peu fréquentes, organisées par les Urban Park Rangers, en particulier le jour du  Little Red Lighthouse Festival à la fin septembre et de la journée portes ouvertes à New York en octobre.

## Description
Le phare actuel est une tour conique métallique avec galerie et lanterne de 12 m de haut. La tour est peinte en rouge et la lanterne est blanche.
Son feu à occultations émet un éclat blanc par période de trois secondes.
Identifiant : ARLHS : USA-408 ; USCG : 1-37668 - Admiralty : J1137.9 .

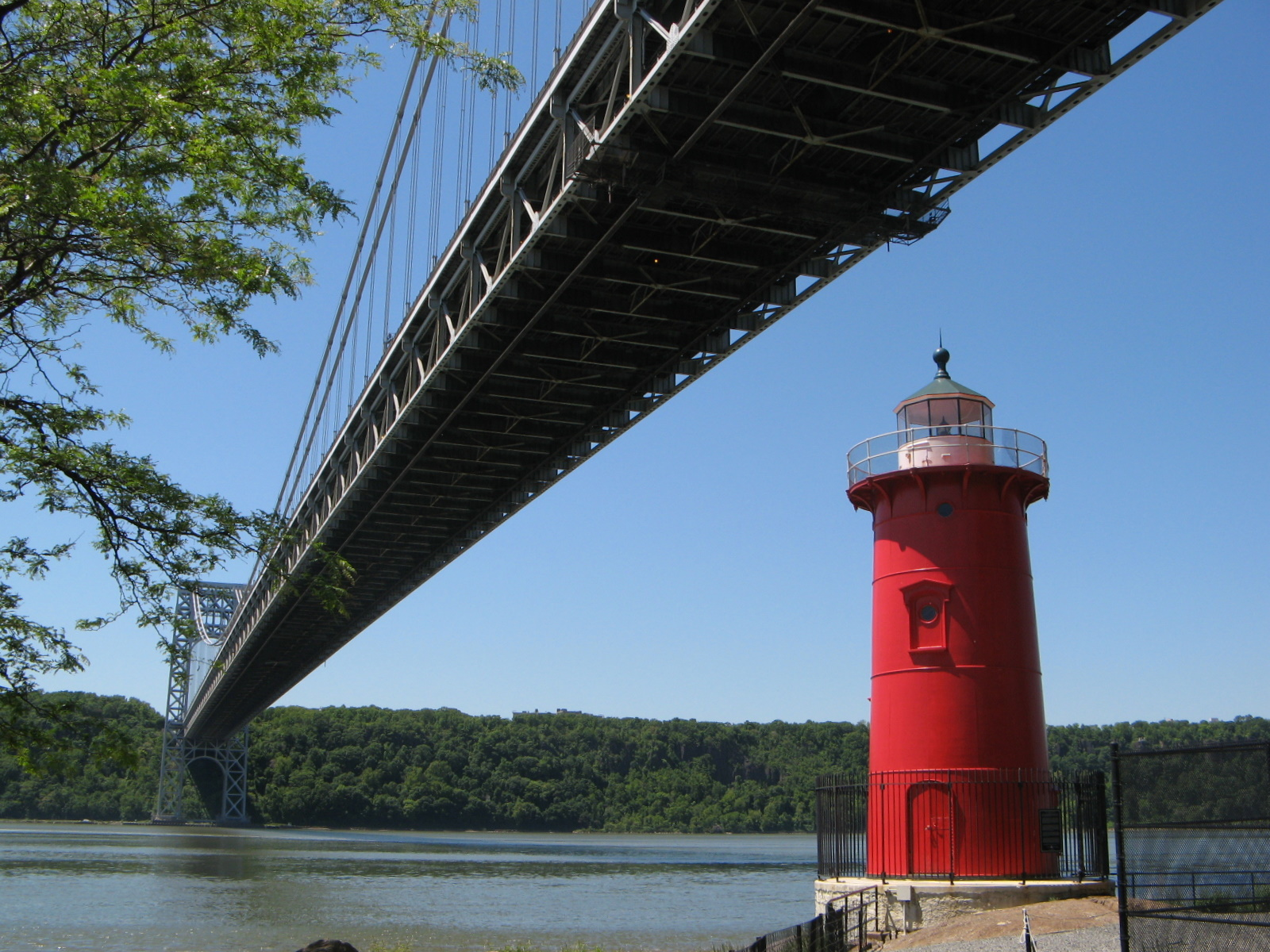
Le phare, dominé par le pont George-Washington.
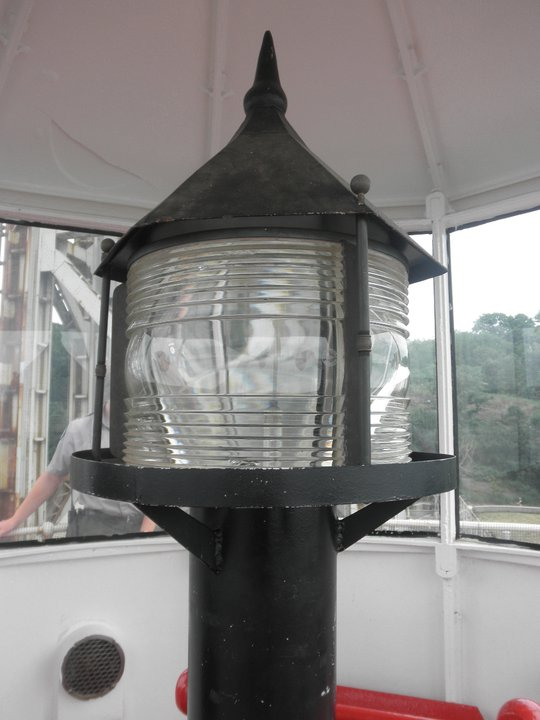

### Lien connexe
- Liste des phares de l'État de New York